# Parque Zoobotânico do Museu Paraense Emílio Goeldi
O Parque Zoobotânico do Museu Paraense Emílio Goeldi é um importante centro de pesquisa, conservação e educação localizado em Belém, capital do estado do Pará, Brasil. Ele faz parte do Museu Paraense Emílio Goeldi, uma das instituições científicas mais antigas e prestigiadas do país, dedicada ao estudo da biodiversidade e das culturas da região amazônica. A área do parque foi fundada em 1895, e é considerado o primeiro parque zoobotânico do Brasil.
A instituição desempenha um papel fundamental na divulgação do patrimônio natural da Amazônia, proporcionando aos visitantes uma experiência imersiva na biodiversidade e nas culturas amazônicas. Essas atividades promovem a conscientização e o respeito pela natureza, bem como a valorização das comunidades tradicionais que dependem dos recursos naturais da região.

## Localização e estrutura
O Parque Zoobotânico do Museu Paraense Emílio Goeldi está situado em uma área de aproximadamente 5,4 hectares, dentro da propriedade do Museu Paraense Emílio Goeldi. Sua localização privilegiada permite que os visitantes tenham acesso fácil a uma variedade de espécies vegetais e animais nativas da Amazônia. O parque é dividido em diferentes setores, cada um com características específicas e uma grande diversidade de espécies. Possui trilhas bem sinalizadas que permitem aos visitantes explorar a flora exuberante da região, além de oferecer áreas de descanso, espaços para piquenique e um parquinho para crianças.

## Fauna e flora
O Parque Zoobotânico do Museu Paraense Emílio Goeldi abriga uma rica diversidade de espécies da fauna e flora amazônica. Entre os animais, é possível encontrar uma variedade de aves, mamíferos, répteis e anfíbios, incluindo araras, tucanos, macacos, preguiças, jacarés e tartarugas. Muitos desses animais são nativos da região amazônica e alguns estão ameaçados de extinção, sendo mantidos em programas de conservação e reprodução no parque. No que diz respeito à flora, o parque apresenta uma vasta coleção de plantas amazônicas, incluindo árvores imponentes, bromélias, orquídeas e uma grande variedade de plantas aquáticas. Há também áreas destinadas à exibição de plantas medicinais e outras de interesse etnobotânico, que são utilizadas pelas populações locais para diversos fins.

## Pesquisa e conservação
O Parque Zoobotânico do Museu Paraense Emílio Goeldi desempenha um papel fundamental na pesquisa científica e conservação da biodiversidade amazônica. O Museu Paraense Emílio Goeldi, que administra o parque, é uma instituição renomada internacionalmente por suas contribuições para o conhecimento e a preservação da Amazônia. Dentro do parque, são realizadas pesquisas em diferentes áreas, como ecologia, taxonomia, comportamento animal, botânica e conservação. Os pesquisadores do museu e estudantes têm a oportunidade de estudar a fauna e a flora local, coletar dados sobre espécies e compreender os processos ecológicos que ocorrem na região. Além disso, o parque se dedica a programas de reprodução e conservação de espécies ameaçadas, contribuindo para a preservação da biodiversidade e para a recuperação de populações em declínio. Essas iniciativas são fundamentais para a compreensão dos desafios enfrentados pela fauna e flora amazônica e para a implementação de estratégias efetivas de conservação.

## Educação e visitas
O Parque Zoobotânico do Museu Paraense Emílio Goeldi oferece uma série de atividades educativas e visitas guiadas, proporcionando aos visitantes a oportunidade de aprender sobre a biodiversidade da Amazônia e a importância de sua conservação. Os programas educacionais abrangem diversos temas, como ecologia, fauna e flora amazônica, etnobotânica e a relação entre as comunidades tradicionais e o meio ambiente.